# Sulfat de zinc
Sulfatul de zinc este o sare a acidului sulfuric cu zincul bivalent cu formula Zn2(SO4)2, ce poate fi găsită și sub forma a trei cristalohidrați: monohidrat, hexahidrat și heptahidrat. Este un solid incolor ce este frecvent folosit ca sursă de ioni de zinc solubili.

## Obținere și reactivitate
Sulfatul de zinc este obținut prin reacția zincului cu acidul sulfuric:
Zn  +  H2SO4  +  7 H2O  →   ZnSO4(H2O)7  +  H2
Sulfatul de zinc farmaceutic este obținut din oxidul de zinc de înaltă puritate:
ZnO  +  H2SO4  +  6 H2O  →   ZnSO4(H2O)7
În laborator se mai poate obține prin adăugarea de zinc solid în soluția de sulfat de cupru:
Zn + CuSO4 → ZnSO4 + Cu
În soluțiile apoase toate formele de sulfat de zinc se comportă identic. Aceste soluții apoase sunt constituite din ioni ai complexului metalo-apos [Zn(H2O)6]2+ și ioni de SO42-. Se formează sulfat de bariu când aceste soluții sunt tratate cu soluții cu ioni de bariu:
ZnSO4  +  BaCl2   →   BaSO4  +  ZnCl2
Cu un coeficient de reducere de -0.76 zincul se reduce cu foarte mare dificultate.
Când este încălzit la o temperatură de peste 680 oC sulfatul de zinc se descompune în dioxid de sulf și oxid de zinc, ambele fiind gaze periculoase.

## Utilizare
Hidrații, în special heptahidratul, sunt principalele forme utilizate în comerț. Principala utilizare este de coagulant în producția de celofibră. De asemenea este un precursor al pigmentului litopon. Sulfatul de zinc este utilizat și pentru a aproviziona cu zinc hrana pentru animale, îngrășămintele și spray-urile utilizate în agricultură. Sulfatul de zinc, ca mulți alți compuși ai zincului, poate fi folosit pentru a combate mușchii de pe acoperiș. Este utilizat în electroliză pentru placarea cu zinc, ca baiț pentru vopsire, ca și conservant pentru îmbrăcămintea din piele și în medicină ca astringent și vomitiv.